# Anísio Ferreira de Sousa
Anísio Ferreira de Sousa foi um médico brasileiro apontado pela justiça como o responsável por diversos homicídios contra crianças no interior do estado do Pará. Espírita, Anísio foi indiciado com base no depoimento controverso de um pastor evangélico que afirmou ter presenciado um "culto satânico" em sua residência. No mesmo evento, de acordo com a testemunha, Anísio também teria realizado orações ao "deus das trevas".
Durante o processo judicial, não foram apresentadas provas que ligassem Anísio a qualquer um dos crimes do qual era acusado. Também, durante este periodo, por diversas vezes a testemunha negou, reafirmou e alterou em juízo suas declarações.  Ainda assim, com base apenas nas declarações desta testemunha, a justiça do Pará condenou Anísio como autor do assassinato de três crianças, além da tentativa de assassinato de outras duas.

## Crimes
Entre 1989 e 1992, crianças desapareceram em torno de Altamira. As crianças foram mutiladas sexualmente e assassinadas. Sousa foi condenado a 77 anos de prisão.